# Deutsche Dreiband-Meisterschaft 1932

Veranstaltungsort: Solingen

Die Deutsche Dreiband-Meisterschaft 1932 war die vierte Ausgabe dieser Turnierserie und fand vom 21. bis 23. April in Solingen, Nordrhein-Westfalen statt.

## Geschichte
Zum ersten Mal wurden zwei Deutsche Meisterschaften innerhalb eines Jahres gespielt. Dieses Turnier gehörte zur Saison 1931/32, wobei die zweite Meisterschaft schon zur anschließenden Saison 1932/33 gehörte.
Nachdem Otto Unshelm schon die zweite Meisterschaft 1930 gewinnen konnte und im Vorjahr Zweiter wurde, sicherte er sich zum zweiten Mal den Titel als bester deutscher Spieler. Dies sollte sich auch bis 1935 nicht mehr ändern. Titelverteidiger Georg Berrisch blieb diesmal nur der zweite Platz, wie auch bei den nächsten drei Meisterschaften. Berrisch stellte mit acht Punkten den von Willy Willems 1930 aufgestellten Rekord in der Höchstserie (HS) ein und mit einem besten Einzeldurchschnitt (BED) von 0,980 kam er als erster Spieler der magischen Marke von 1,000 sehr nahe, gleichzeitig war dies inoffizieller Weltrekord. Diese Rekordmarke sollte erst 1947, ebenfalls in Solingen, durch August Tiedtke fallen. Der Sieger der ersten Meisterschaft 1929, B. Kesting, nahm zum ersten Mal wieder an dem Turnier teil, kam aber nur auf den undankbaren vierten Platz. Dies lag auch daran, dass er sich auf sein Landgut bei Münster zurückgezogen hatte und Münster ihm keine Gelegenheit zum Training bot.

## Modus
Es spielte „Jeder gegen Jeden“ (Round Robin) auf 50 Punkte.

## Abschlusstabelle
| MP    | Match Points (Sieger = 2; Unentschieden = 1; Verlierer = 0) |
| Pkte. | Erzielte Karambolagen                                       |
| Aufn. | Benötigte Versuche                                          |
| GD    | Generaldurchschnitt                                         |
| BED   | Bester Einzeldurchschnitt eines Spielers                    |
| HS    | Höchstserie                                                 |
|       | Bester GD des Turniers                                      |
|       | Bester ED des Turniers                                      |
|       | Beste HS des Turniers                                       |
|       | 1. Platz (Gold)                                             |
|       | 2. Platz (Silber)                                           |
|       | 3. Platz (Bronze)                                           |

| 1                          | Otto Unshelm (Remscheid) | 10:2 | 289 | 551 | 0,524 | 0,684 | 4 |
| 2                          | Georg Berrisch (Rheydt)  | 8:4  | 291 | 588 | 0,494 | 0,980 | 8 |
| 3                          | Willy Willems (Solingen) | 8:4  | 286 | 699 | 0,409 | 0,625 | 4 |
| 4                          | B. Kesting (Münster)     | 6:6  | 244 | 616 | 0,396 | 0,581 | 5 |
| 5                          | Alex Mertens (Solingen)  | 6:6  | 262 | 689 | 0,380 | 0,454 | 5 |
| 6                          | Paul Marcus (Remscheid)  | 4:8  | 240 | 628 | 0,382 | 0,520 | 6 |
| 7                          | ? Hein (Remscheid)       | 0:12 | 212 | 651 | 0,325 | –     | 5 |
| Turnierdurchschnitt: 0,412 |                          |      |     |     |       |       |   |